# Drosophila deflecta
Drosophila deflecta är en tvåvingeart som beskrevs av John Russell Malloch och Mcatee 1924. Drosophila deflecta ingår i släktet Drosophila och familjen daggflugor.
Artens utbredningsområde är District of Columbia samt delstaterna Michigan och Florida i USA.